# 小行星955
小行星955（955 Alstede）是一颗绕太阳运转的小行星，为主小行星带小行星。该小行星于1921年8月5日发现。
該小行星以發現者卡爾·威廉·萊茵姆特的妻子麗娜·阿爾斯泰德·萊茵姆特（Lina Alstede Reinmuth）命名。

## 轨道参数
小行星955的轨道半长轴为2.5949805 UA，离心率为0.289。